# Pasłęk (gemeente)
De gemeente Pasłęk is een stad- en landgemeente in het Poolse woiwodschap Ermland-Mazurië, in powiat Elbląski.
De gemeente telt 33 administratieve plaatsen (solectwo) : Aniołowo, Awajki, Bądy, Borzynowo, Brzeziny, Drulity, Gołąbki, Gulbity, Kopina, Krasin, Kronin, Krosno, Kupin, Kwitajny, Leszczyna, Leżnice, Łukszty, Majki, Marianka, Morzewo, Nowa Wieś, Nowy Cieszyn, Robity, Rogajny, Rogowo, Rydzówka, Rzędy, Sakówko, Sałkowice, Stegny, Surowe, Zielonka Pasłęcka, Zielony Grąd.
De zetel van de gemeente is in Pasłęk.
Op 30 juni 2004 telde de gemeente 19 340 inwoners.

## Oppervlakte gegevens
In 2002 bedroeg de totale oppervlakte van gemeente Pasłęk 264,39 km², waarvan:
- agrarisch gebied: 74%
- bossen: 14%

De gemeente beslaat 18,48% van de totale oppervlakte van de powiat.

## Demografie
Stand op 30 juni 2004:
| Omschrijving                   | Totaal | Totaal | Vrouwen | Vrouwen | Mannen | Mannen |
| ------------------------------ | ------ | ------ | ------- | ------- | ------ | ------ |
| eenheid                        | aantal | %      | aantal  | %       | aantal | %      |
| inwoners                       | 19 340 | 100    | 9846    | 50,9    | 9494   | 49,1   |
| bevolkingsdichtheid (inw./km²) | 73,1   | 73,1   | 37,2    | 37,2    | 35,9   | 35,9   |

In 2002 bedroeg het gemiddelde inkomen per inwoner 1336,23 zł.

## Plaatsen zonder de statussołectwo
Anglity, Cierpkie, Dargowo, Dawidy, Gibity, Gryżyna, Kajmy, Kalinowo, Kalsk, Kawki, Kielminek, Krosienko, Krosno-Młyn, Kudyny, Kudyński Bór, Łączna, Nowe Kusy, Nowiny, Owczarnia, Piniewo, Pochylnia Kąty, Pochylnia Nowy Całun, Pochylnia Oleśnica, Pólko, Siódmak, Skolimowo, Sokółka, Stare Kusy, Tulno, Wakarowo, Wikrowo, Wójtowizna, Zielno.

## Aangrenzende gemeenten
Elbląg, Godkowo, Małdyty, Milejewo, Młynary, Morąg, Rychliki, Wilczęta